# Tides of War
Tides of War (englisch für „Gezeiten des Krieges“) ist das zweite Studioalbum der Mönchengladbacher Heavy-Metal/Power-Metal-Band „Sacred Gate“, welches am 19. April 2012 veröffentlicht wurde. Es ist ein Konzeptalbum über die Schlacht der Spartaner gegen die Perser im Jahr 480 v. Chr. bei den Thermopylen während des zweiten Perserkriegs.

## Entstehung
Die Aufnahmen für Tides of War begannen am 15. Oktober 2012 und die Band wählte erneut das Metallurgy-Studio in Mönchengladbach.

## Covergestaltung
Das Albumcover wurde von J.P. Fournier entworfen, einen französischen Künstler, der bereits Cover für Bands wie Immortal, Avantasia, Edguy und noch viele mehr anfertigte.

## Titelliste
1. The Coming Storm (Instrumental) – 1:50
2. The Immortal One  – 5:57
3. Tides of War  – 6:01
4. Defenders (Valour Is in Our Blood) – 4:39
5. Gates of Fire – 4:47
6. Never to Return – 4:43
7. The Final March (Instrumental) – 5:53
8. Spartan Killing Machine – 5:22
9. Path to Glory – 5:24
10. The Battle of Thermopylae – 12:51[3]

## Songinformationen
- The Immortal One (englisch für „Der Unsterbliche“) handelt von Ares, den Gott des schrecklichen Krieges, des Blutbades und Massakers aus der griechischen Mythologie.

## Rezeption und Stil
Thomas Kernbichler, der Herausgeber des österreichischen Online-Magazins schrieb über das Album: „Die packenden Gitarrenleads, die feinen Soli und sogar die Bassläufe von Sacred Gate erzählen dabei natürlich von Iron Maiden. Die knallenden Riffslaven, die Gesänge und die dezente Dramatik mancher Songstrukturen hingegen lassen einen immer wieder an amerikanische Vorbilder denken. Traditioneller US Metal, die filigrane Dynamik der NwoBhm und teutonische Vorbilder sind die Wappen, die Sacred Gate auf ihrem Schild mit in die Schlacht tragen.“